# Euphorbia polyphylla
Euphorbia polyphylla är en törelväxtart som beskrevs av Georg George Engelmann och John Michael Holzinger. Euphorbia polyphylla ingår i släktet törlar, och familjen törelväxter. Inga underarter finns listade i Catalogue of Life.